# ケンジントン・テクノロジー・グループ
ケンジントン・テクノロジー・グループ は、カリフォルニア州レッドウッド・ショアズ にあるACCOブランドが持つブランド（事業部）の1つで、コンピュータの周辺機器を製造、販売している。1981年に設立された。初期の製品は、Apple IIと共に用いるシステムセーバー、冷却ファン、サージプロテクターであった。
400種を越えるコンピューターアクセサリーを生産している。年に20億ドルの収益をあげ、100か国以上の市場に製品を供給するオフィス用品ブランドの主要な企業である。

## 主な製品
以下のような周辺機器を販売している。
- マウス

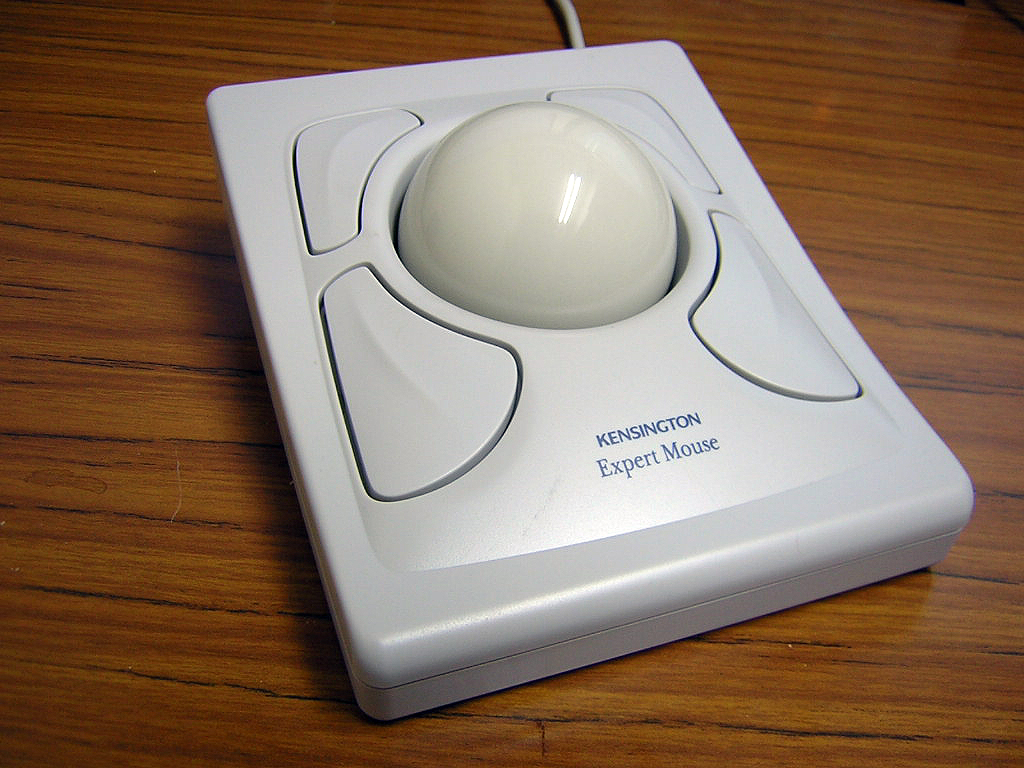
Expert Mouse 5

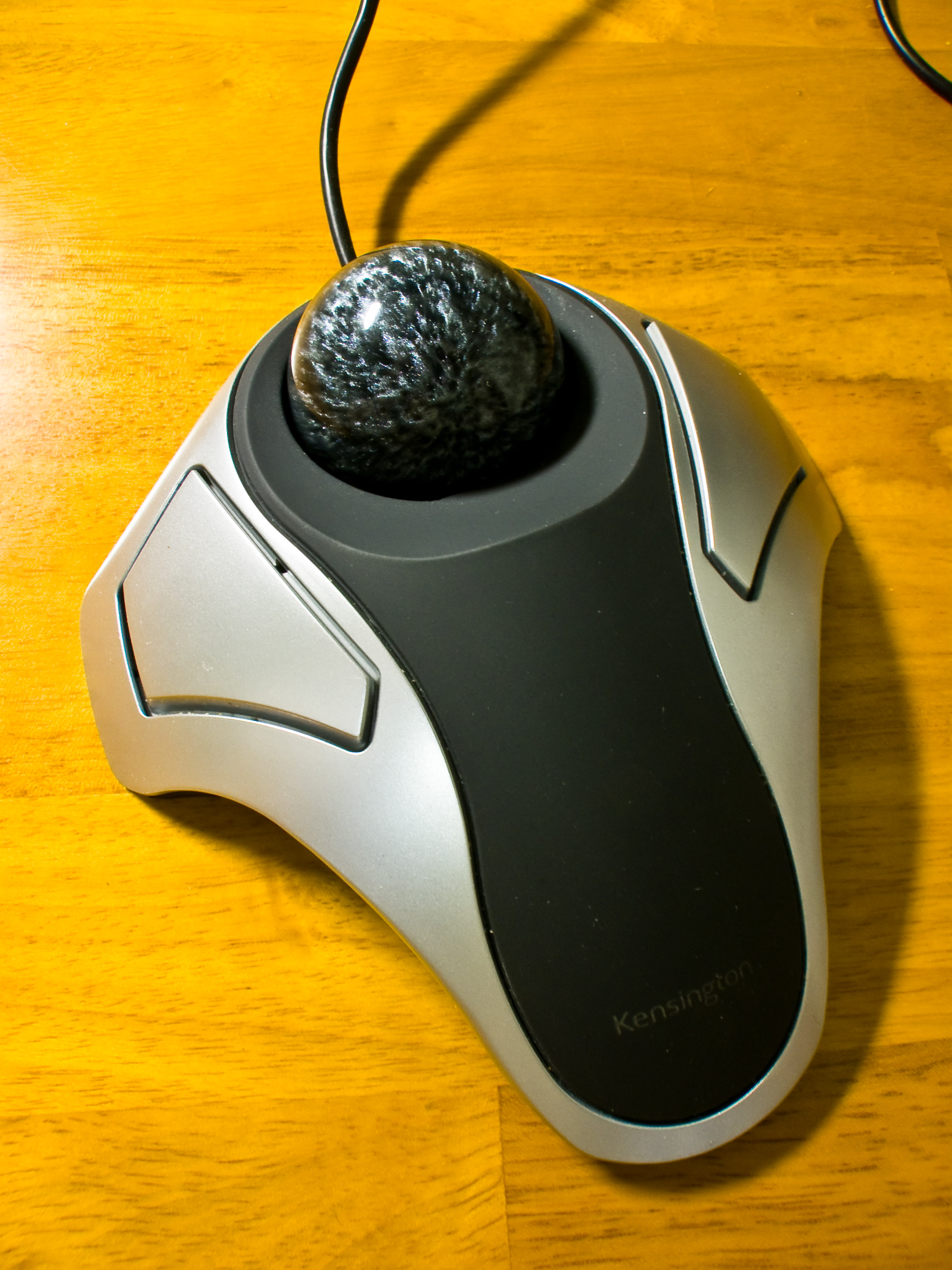
Orbit Optical

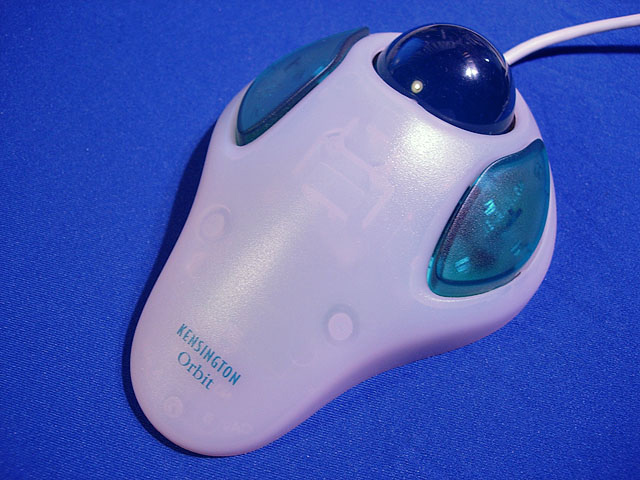
Orbit

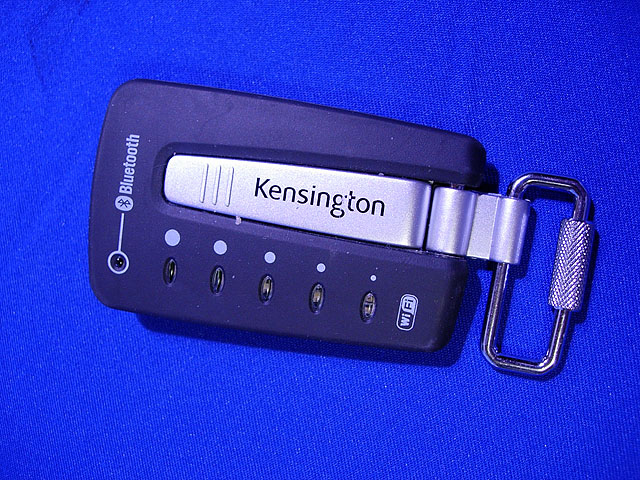
WiFi Finder Plus

  - StudioMouse、Mouse Optical Pro、SlimBlade Mouseなど。
- トラックボール
  - SlimBlade Trackball、Expert Mouse（Mouseと付くがトラックボール）、Orbit Opticalなど。
  - ロジクールやマイクロソフトのトラックボールに比べて、筐体やボールを大きくしており、高精度で安定した操作を可能としている。
- キーボード
- ノートパソコン用バッグ
- 電源
- セキュリティ製品
  - ケンジントンロックは、パソコンや周辺装置を、デスクなどの所定の場所から移動できないようにするワイヤーロック孔で、2013年5月現在広く普及している。
- iPhone/iPod用アクセサリ
  - FMトランスミッター、スピーカー、外部バッテリーなど。
- その他
  - WiFi Finder Plus、Duster II（エアダスター）など。
  - WiFi Finderは、暗号化していないWiFi APを検索するアクセサリで、LEDによって電界強度も表示する。WiFi Finder Plusは、デザインを一新し、BlueToothも検索できるようにしたもの（どちらも精度は高くなく、参考程度のもの）。